# Thomas Horn
Thomas Horn (San Francisco, 14 december 1997) is een Amerikaanse acteur die vooral bekend is van zijn hoofdrol in Extremely Loud & Incredibly Close.